# Nymphon galatheae
Nymphon galatheae is een zeespin uit de familie Nymphonidae. De soort behoort tot het geslacht Nymphon. Nymphon galatheae werd in 1956 voor het eerst wetenschappelijk beschreven door Fage. 